# FeRAM

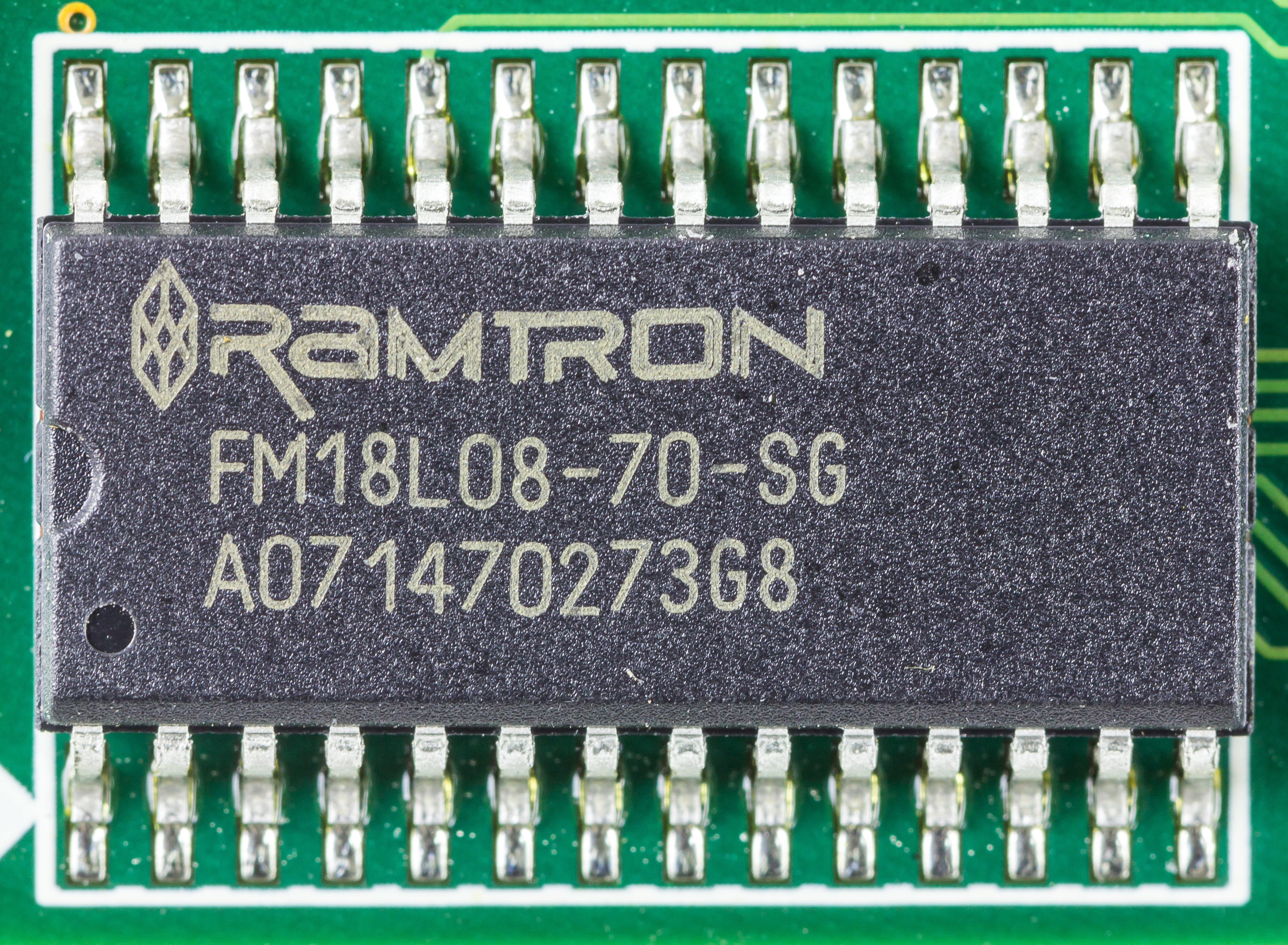

에프램 또는 강유전체 램(Ferroelectric Random Access Memory:FRAM ,F-RAM, 또는 FeRAM)은 비휘발성 컴퓨터 메모리의 한 종류이다. 컴퓨터의 주기억장치로 많이 쓰이는 디램(DRAM)과 비슷한 구조를 갖고 있으나 강유전체를 이용하여 비휘발성을 가진 점이 다르다. FeRAM은 현재 비휘발성 메모리 시장의 대부분을 차지하고 있는 플래시 메모리에 비해 낮은 전력 소모, 빠른 속도, 높은 쓰기/지우기 횟수 등의 여러 가지 장점을 갖고 있다.
에프램은 엠램(MRAM), 피램(PRAM) 등과 함께 차세대 비휘발성 메모리로 주목받고 있다. MRAM, PRAM에 비해 대량생산 기술이 더욱 성숙되어 있는 것이 FeRAM의 장점이다. Freescale Semiconductor 사가 2006년 4메가비트 MRAM의 제한적인 대량생산을 시작하였고 PRAM은 아직 대량생산이 불가능하나, FeRAM은 2006년 후지쯔와 램트론 인터내셔널(Ramtron International) 사가 1메가비트 칩의 대량생산을 시작하였다. 그러나 아직까지 어떤 차세대 비휘발성 메모리도 플래시 메모리의 집적도(수 기가비트 이상)나 낮은 가격을 실현하지는 못하고 있다. 현재까지 FeRAM은 스마트 카드 등의 몇몇 특수한 분야에만 경쟁력이 있을 뿐이다.

## 같이 보기
- 자기코어 메모리
- 자기 저항 메모리
- PRAM
- 멤리스터
- 버블 메모리